# Lista planetelor minore/155601–155700
Aceasta este Lista planetelor minore/155601–155700; pentru a naviga prin lista completă vezi Lista planetelor minore.
Pentru ale detalii vezi și Proiect:Astronomie sau Portal:Astronomie.
| Nume     | Denumire provizorie | Data descoperirii | Locul descoperirii | Descoperitor(i)     |
| -------- | ------------------- | ----------------- | ------------------ | ------------------- |
| 155601 - | 2000 CY97           | 7 februarie 2000  | Kitt Peak          | Spacewatch          |
| 155602 - | 2000 CS111          | 6 februarie 2000  | Catalina           | CSS                 |
| 155603 - | 2000 CB138          | 4 februarie 2000  | Kitt Peak          | Spacewatch          |
| 155604 - | 2000 DP20           | 29 februarie 2000 | Socorro            | LINEAR              |
| 155605 - | 2000 DO40           | 29 februarie 2000 | Socorro            | LINEAR              |
| 155606 - | 2000 DW44           | 29 februarie 2000 | Socorro            | LINEAR              |
| 155607 - | 2000 DG55           | 29 februarie 2000 | Socorro            | LINEAR              |
| 155608 - | 2000 DN75           | 29 februarie 2000 | Socorro            | LINEAR              |
| 155609 - | 2000 DJ83           | 28 februarie 2000 | Socorro            | LINEAR              |
| 155610 - | 2000 DQ87           | 29 februarie 2000 | Socorro            | LINEAR              |
| 155611 - | 2000 DA107          | 29 februarie 2000 | Socorro            | LINEAR              |
| 155612 - | 2000 DW109          | 29 februarie 2000 | Socorro            | LINEAR              |
| 155613 - | 2000 EW13           | 5 martie 2000     | Socorro            | LINEAR              |
| 155614 - | 2000 EO23           | 8 martie 2000     | Kitt Peak          | Spacewatch          |
| 155615 - | 2000 ED60           | 10 martie 2000    | Socorro            | LINEAR              |
| 155616 - | 2000 EU66           | 10 martie 2000    | Socorro            | LINEAR              |
| 155617 - | 2000 EH68           | 10 martie 2000    | Socorro            | LINEAR              |
| 155618 - | 2000 EJ75           | 9 martie 2000     | Socorro            | LINEAR              |
| 155619 - | 2000 EF100          | 12 martie 2000    | Kitt Peak          | Spacewatch          |
| 155620 - | 2000 ER100          | 12 martie 2000    | Kitt Peak          | Spacewatch          |
| 155621 - | 2000 EV101          | 14 martie 2000    | Kitt Peak          | Spacewatch          |
| 155622 - | 2000 EE145          | 3 martie 2000     | Catalina           | CSS                 |
| 155623 - | 2000 EY149          | 5 martie 2000     | Socorro            | LINEAR              |
| 155624 - | 2000 EO180          | 4 martie 2000     | Socorro            | LINEAR              |
| 155625 - | 2000 FO2            | 26 martie 2000    | Kitt Peak          | Spacewatch          |
| 155626 - | 2000 FX14           | 29 martie 2000    | Socorro            | LINEAR              |
| 155627 - | 2000 FY17           | 29 martie 2000    | Socorro            | LINEAR              |
| 155628 - | 2000 FG29           | 27 martie 2000    | Anderson Mesa      | LONEOS              |
| 155629 - | 2000 FP40           | 29 martie 2000    | Socorro            | LINEAR              |
| 155630 - | 2000 FS46           | 29 martie 2000    | Socorro            | LINEAR              |
| 155631 - | 2000 FH72           | 25 martie 2000    | Kitt Peak          | Spacewatch          |
| 155632 - | 2000 FQ73           | 25 martie 2000    | Kitt Peak          | Spacewatch          |
| 155633 - | 2000 GE             | 1 aprilie 2000    | Kitt Peak          | Spacewatch          |
| 155634 - | 2000 GJ2            | 5 aprilie 2000    | Prescott⁠(d)        | P. G. Comba⁠(d)      |
| 155635 - | 2000 GL4            | 4 aprilie 2000    | Socorro            | LINEAR              |
| 155636 - | 2000 GP10           | 5 aprilie 2000    | Socorro            | LINEAR              |
| 155637 - | 2000 GZ21           | 5 aprilie 2000    | Socorro            | LINEAR              |
| 155638 - | 2000 GD23           | 5 aprilie 2000    | Socorro            | LINEAR              |
| 155639 - | 2000 GU38           | 5 aprilie 2000    | Socorro            | LINEAR              |
| 155640 - | 2000 GJ39           | 5 aprilie 2000    | Socorro            | LINEAR              |
| 155641 - | 2000 GT40           | 5 aprilie 2000    | Socorro            | LINEAR              |
| 155642 - | 2000 GQ46           | 5 aprilie 2000    | Socorro            | LINEAR              |
| 155643 - | 2000 GZ47           | 5 aprilie 2000    | Socorro            | LINEAR              |
| 155644 - | 2000 GY48           | 5 aprilie 2000    | Socorro            | LINEAR              |
| 155645 - | 2000 GM52           | 5 aprilie 2000    | Socorro            | LINEAR              |
| 155646 - | 2000 GT57           | 5 aprilie 2000    | Socorro            | LINEAR              |
| 155647 - | 2000 GW63           | 5 aprilie 2000    | Socorro            | LINEAR              |
| 155648 - | 2000 GN80           | 8 aprilie 2000    | Socorro            | LINEAR              |
| 155649 - | 2000 GL88           | 4 aprilie 2000    | Socorro            | LINEAR              |
| 155650 - | 2000 GK92           | 5 aprilie 2000    | Socorro            | LINEAR              |
| 155651 - | 2000 GO98           | 7 aprilie 2000    | Socorro            | LINEAR              |
| 155652 - | 2000 GK131          | 7 aprilie 2000    | Kitt Peak          | Spacewatch          |
| 155653 - | 2000 GD132          | 10 aprilie 2000   | Kitt Peak          | Spacewatch          |
| 155654 - | 2000 GT143          | 7 aprilie 2000    | Anderson Mesa      | LONEOS              |
| 155655 - | 2000 GG144          | 7 aprilie 2000    | Kitt Peak          | Spacewatch          |
| 155656 - | 2000 GY147          | 5 aprilie 2000    | Socorro            | LINEAR              |
| 155657 - | 2000 GA152          | 6 aprilie 2000    | Socorro            | LINEAR              |
| 155658 - | 2000 GQ159          | 7 aprilie 2000    | Socorro            | LINEAR              |
| 155659 - | 2000 GE173          | 3 aprilie 2000    | Socorro            | LINEAR              |
| 155660 - | 2000 HL3            | 26 aprilie 2000   | Kitt Peak          | Spacewatch          |
| 155661 - | 2000 HE5            | 28 aprilie 2000   | Socorro            | LINEAR              |
| 155662 - | 2000 HE7            | 28 aprilie 2000   | Kitt Peak          | Spacewatch          |
| 155663 - | 2000 HM8            | 27 aprilie 2000   | Socorro            | LINEAR              |
| 155664 - | 2000 HA16           | 29 aprilie 2000   | Socorro            | LINEAR              |
| 155665 - | 2000 HP23           | 30 aprilie 2000   | Socorro            | LINEAR              |
| 155666 - | 2000 HW26           | 24 aprilie 2000   | Anderson Mesa      | LONEOS              |
| 155667 - | 2000 HQ28           | 29 aprilie 2000   | Socorro            | LINEAR              |
| 155668 - | 2000 HC43           | 29 aprilie 2000   | Socorro            | LINEAR              |
| 155669 - | 2000 HJ48           | 29 aprilie 2000   | Socorro            | LINEAR              |
| 155670 - | 2000 HS53           | 29 aprilie 2000   | Socorro            | LINEAR              |
| 155671 - | 2000 HU54           | 29 aprilie 2000   | Socorro            | LINEAR              |
| 155672 - | 2000 HF60           | 25 aprilie 2000   | Anderson Mesa      | LONEOS              |
| 155673 - | 2000 HL60           | 25 aprilie 2000   | Anderson Mesa      | LONEOS              |
| 155674 - | 2000 HY64           | 26 aprilie 2000   | Anderson Mesa      | LONEOS              |
| 155675 - | 2000 HO66           | 26 aprilie 2000   | Kitt Peak          | Spacewatch          |
| 155676 - | 2000 HL94           | 29 aprilie 2000   | Socorro            | LINEAR              |
| 155677 - | 2000 JE2            | 3 mai 2000        | Prescott⁠(d)        | P. G. Comba⁠(d)      |
| 155678 - | 2000 JK2            | 3 mai 2000        | Socorro            | LINEAR              |
| 155679 - | 2000 JP2            | 4 mai 2000        | Kleť               | Kleť                |
| 155680 - | 2000 JU10           | 9 mai 2000        | Baton Rouge⁠(d)     | W. R. Cooney Jr.⁠(d) |
| 155681 - | 2000 JN21           | 6 mai 2000        | Socorro            | LINEAR              |
| 155682 - | 2000 JM46           | 7 mai 2000        | Socorro            | LINEAR              |
| 155683 - | 2000 JG53           | 9 mai 2000        | Socorro            | LINEAR              |
| 155684 - | 2000 JT54           | 6 mai 2000        | Socorro            | LINEAR              |
| 155685 - | 2000 JF94           | 4 mai 2000        | Socorro            | LINEAR              |
| 155686 - | 2000 KH26           | 28 mai 2000       | Socorro            | LINEAR              |
| 155687 - | 2000 KB38           | 24 mai 2000       | Kitt Peak          | Spacewatch          |
| 155688 - | 2000 KP49           | 30 mai 2000       | Kitt Peak          | Spacewatch          |
| 155689 - | 2000 LV2            | 4 iunie 2000      | Črni Vrh           | Črni Vrh            |
| 155690 - | 2000 OO14           | 23 iulie 2000     | Socorro            | LINEAR              |
| 155691 - | 2000 OS22           | 31 iulie 2000     | Socorro            | LINEAR              |
| 155692 - | 2000 OV28           | 30 iulie 2000     | Socorro            | LINEAR              |
| 155693 - | 2000 OY45           | 30 iulie 2000     | Socorro            | LINEAR              |
| 155694 - | 2000 PA18           | 1 august 2000     | Socorro            | LINEAR              |
| 155695 - | 2000 PP19           | 1 august 2000     | Socorro            | LINEAR              |
| 155696 - | 2000 QH24           | 25 august 2000    | Socorro            | LINEAR              |
| 155697 - | 2000 QP24           | 25 august 2000    | Socorro            | LINEAR              |
| 155698 - | 2000 QS41           | 24 august 2000    | Socorro            | LINEAR              |
| 155699 - | 2000 QR42           | 24 august 2000    | Socorro            | LINEAR              |
| 155700 - | 2000 QE67           | 28 august 2000    | Socorro            | LINEAR              |